# シースキマー
シースキマーは、目標に接近する際に超低空飛行（シースキミング）を行う対艦ミサイル。

## 概要
シースキミングにおける飛行高度は、5–15メートル (16–49 ft)程度。飛行速度が超音速になると衝撃波により海面が水しぶきをあげ、目視及びレーダーでも探知されやすくなることから、飛行速度としては亜音速帯のものが多い。超低空を比較的ゆっくりと飛ぶ飛行法が、小型の海鳥の一種であるハサミアジサシ（Sea Skimmer）の飛行形態に似通っていることからシースキマーと名付けられた。
ミサイルを超低空飛行させることで、敵軍艦に搭載されたレーダーによる探知を避けるねらいがある。レーダーの電波は水平線上を直進するため、超低空を飛行する目標の探知距離は至近に限られる。また海面状況にもよるがミサイルが数海里まで接近すると、ミサイルのレーダー反射と波頭のレーダー反射のノイズが干渉し、レーダー探知が困難になる。超低空飛行は、レーダーからの被探知率の低減に効果的であるが、海鳥とのバードストライクや三角波との衝突というリスクを伴う。
シースキマー型のミサイルは、慣性航法などの中間誘導のもと、シースキミングで攻撃目標に接近する。目標の想定座標から5–10キロメートル (2.7–5.4 nmi)の位置に到達すると上昇（ポップアップ）してシーカーを作動させ、アクティブ・レーダー・ホーミング誘導や光波ホーミング誘導などの終末誘導へ切り替えて目標を捕捉したのち、急降下（ダイブ）して、もっとも効率的な位置に突入する。また近年では、CIWSなどの対空砲火を回避するため、螺旋軌道を描いて目標に突入するものもある。